# André Simonyi
André Simonyi (Huszt, 31 marzo 1914 – Compiègne, 17 luglio 2002) è stato un calciatore francese, di ruolo attaccante.

## Carriera

### Nazionale
Ha collezionato quattro presenze con la propria Nazionale.

## Palmarès

### Giocatore

#### Competizioni nazionali
- Coppa di Francia: 1

Red Star: 1941-1942
- Campionato francese di seconda divisione:

Red Star: 1938-1939